# Glanrind

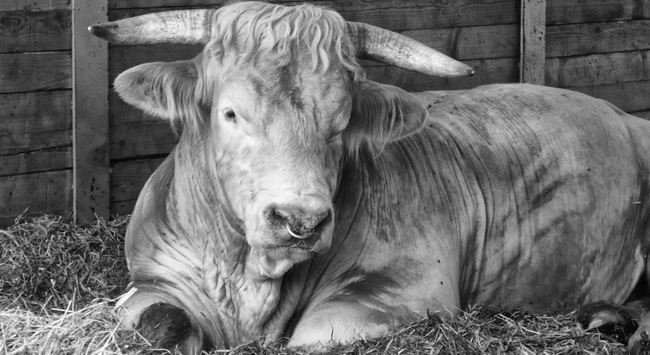
Glan-Bulle

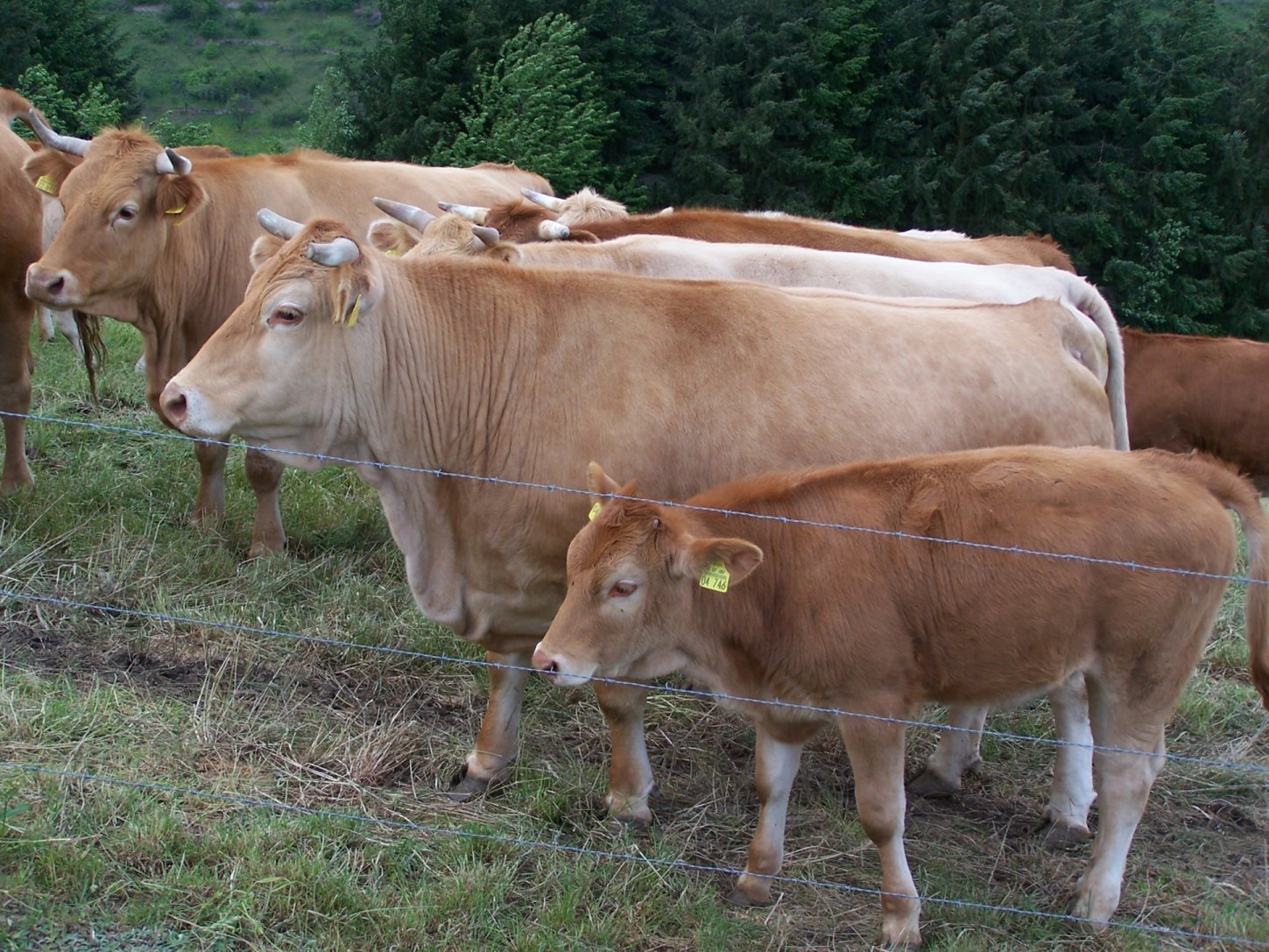
Herde mit Kühen und Kälbern

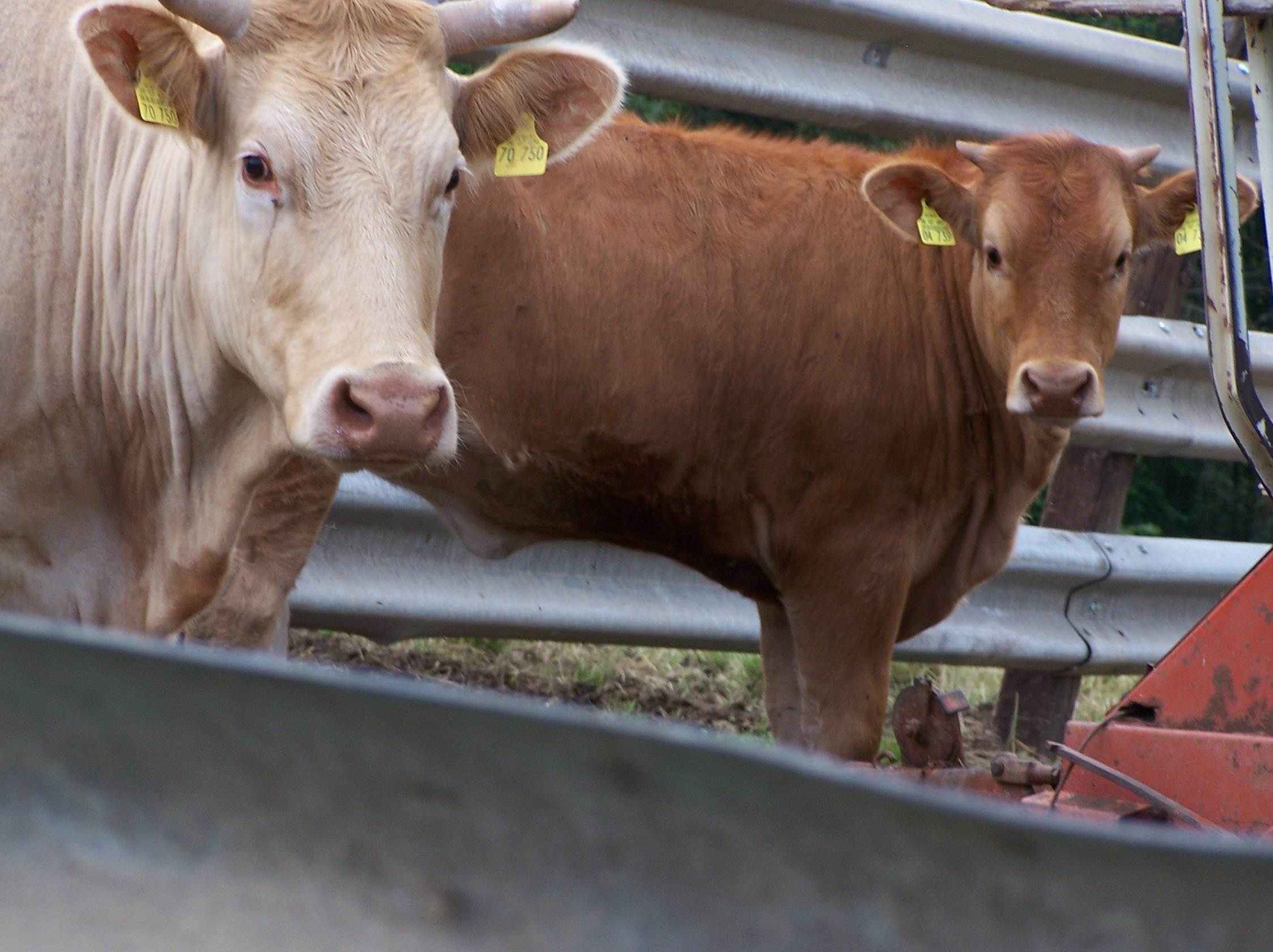
Verschiedene Fellfarben

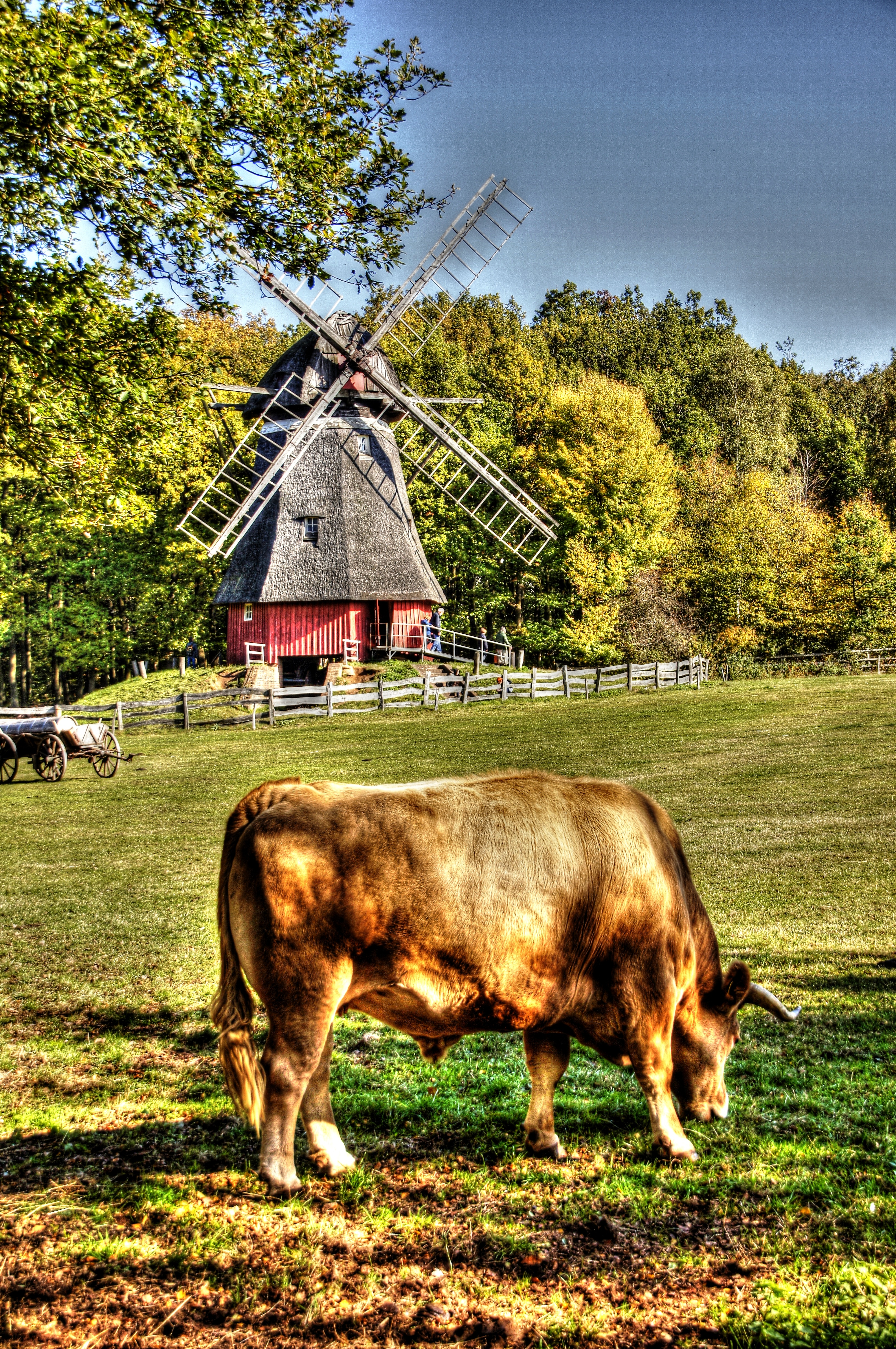
Glan-Donnersberger Rind im Freilichtmuseum Kommern bei Mechernich in der Eifel

Das Glanrind ist eine traditionelle Rasse des Hausrinds, die vorwiegend in Rheinland-Pfalz beheimatet ist. Anfang der 1980er Jahre war es vor allem wegen der geänderten Anforderungen fast ausgestorben, heute gibt es wieder knapp 2000 Tiere. Züchter führen als Vorteile der Rasse vor allem vielseitige Haltungs- und Nutzungsmöglichkeiten an, wobei heute größerer Wert auf die Fleischleistung gelegt wird.
In Deutschland ist dieser Rinderrasse nach dem Rasseschlüssel die Kennung 73 zugewiesen.
Die Gesellschaft zur Erhaltung alter und gefährdeter Haustierrassen (GEH) hat die Rasse in die Kategorie II (stark gefährdet) der Roten Liste (Stand 2023) eingestuft.
Glanrinder haben eine Widerristhöhe von 140 – 145 cm (Bullen) bzw. 135 – 140 cm (Kühe) und ein Gewicht von 1000 – 1200 kg (Bullen) bzw. 600 – 750 kg (Kühe). Wichtiges Zuchtziel ist zudem das einfarbig gelbliche Fell.

## Geschichte
Die heutige Rasse des Glanviehs begründete Herzog Christian IV. von Pfalz-Zweibrücken mit der Körverordnung vom 12. September 1773, die die Verbesserung des einheimischen roten kleinen Landviehs durch Deckbullen des Simmentaler und Berner Höhenviehs verlangte. Bereits 1762 hatte die Einfuhr der Schweizer Rinder begonnen, sodass hier der Beginn der Glanviehzucht angesetzt werden kann.
An Donnersberg und Glan entwickelten sich nun zwei unterschiedliche Viehschläge; neben dem leichten, milchergiebigen Glanrind auch ein schweres Arbeitsrind, die Donnersberger. Im 19. Jahrhundert entstand durch Vermischung (damals hieß das „Blutaustausch“) der beiden der Glan-Donnersberger, der in den Hunsrück, den Westerwald und die Eifel ausgeführt wurde.
Erste Zuchtverbände wurden gegen Ende des 19. Jahrhunderts (ab ca. 1880) gegründet, der erste für das Glanrind 1895 in Meisenheim am Glan und der erste für das Glan-Donnersberger Rind 1878 in Quirnbach/Pfalz, der damit auch die erste lokale Zuchtorganisation für die Glan-Donnersberger Rasse überhaupt war. Daneben entstanden für beide Unterschläge noch viele kleine Zuchtverbände, die erst zur Wende zum 20. Jahrhundert von zwei großen Organisationen ihren jeweiligen Zusammenschluss fanden. So wurde 1898 für das Glan-Donnersberger Rind der gleichnamige Zuchtverband mit Sitz in Kaiserslautern gegründet, während für das Glanrind erst 1912 der Zusammenschluss der örtlichen Zuchtgenossenschaften zum Verband Rheinischer Glanviehzuchtgenossenschaften mit Sitz in Trier erfolgte. Im beginnenden Dritten Reich wurde dieser eher schwache Verband durch die Straffung seiner Organisation gestärkt, wobei 1934 die Umbenennung in Verband Rheinischer Glanviehzüchter erfolgte. (Anmerkung: Einen Verband mit diesem Namen oder einer ähnlichen Bezeichnung gibt es heute nicht mehr.)
In den 1920er Jahren begann man bereits aus dem Jahr 1912 stammende Pläne umzusetzen und begann mit der Blutauffrischung durch das gelbe Frankenrind. Diese züchterische Maßnahme ist nicht mit einer Einkreuzung gleichzusetzen. Ein Jahrzehnt später erhielt die Zucht auf Milchleistung Priorität im Zuchtziel. Die Arbeitsleistung, vormals einer der Vorteile der Rasse, wurde immer unwichtiger und rangierte nunmehr noch hinter der Fleischleistung an dritter Stelle. Zur Verbesserung der Milchleistung wurde ab ca. 1950 das Rote Dänische Milchrind eingekreuzt, was entweder zum Verlust einer guten Milch- oder einer guten Fleischleistung führte. Da die aktive Zuchtpopulation einfach zu klein war, um die durchaus vorhandenen Anlagen sowohl für eine ansprechende Milch- als auch für eine hervorragende Fleischleistung genetisch zu verankern, begann der Niedergang der Rasse.
Der pfälzische Verband präferierte die Steigerung der Milchleistung im Zuchtziel, was ab 1970 auf die Verdrängungskreuzung der alten Glan-Donnersberger mit dem Angler Rind hinauslief. Nördlich davon suchte der Trierer Verband sein Heil in der Einkreuzung mit den gelben Franken, was zwar die Fleischleistung steigerte, aber einen starken Rückgang in Bezug auf die Milchergiebigkeit bedeutete. 1967 wurde die Reinzucht eingestellt. 1972 löste sich der Verband rheinischer Glanviehzüchter auf.
1984 bzw. 1985 wurde der Verein zur Erhaltung und Förderung des Glanrindes ins Leben gerufen. Auf der Suche nach Glanrindern alten Typs wurden nur 25 Kühe entdeckt, darunter nur vier reinrassige. Lebende reinrassige Bullen gab es nicht mehr, allerdings war noch Gefriersperma von Bullen gelagert, die nicht nur im Phänotyp der Rasse entsprachen, sondern auch bis zu 25 % Glanblut bzw. 72 % Lahn-Glanblut führten; Sperma eines reinrassigen Glanbullen gab es nicht mehr. Zur Erhaltung der Rasse wurden deshalb insbesondere Bullen verwandter Rassen, mit Glanblutanteilen (wie Deutsches Gelbvieh, Lahnrind, Glan-Donnersberger Rotvieh) eingesetzt.
In verschiedenen Verbänden wird heute die Zucht des Glanrinds betrieben. Besonderen Wert legt man dabei auf die Fleischleistung. Nennenswerte Bestände befinden sich in Rheinland-Pfalz, Saarland und Nordrhein-Westfalen.
Das Glanrind wurde zusammen mit dem Originalen Braunvieh und dem Deutschen Schwarzbunten Niederungsrind von der Gesellschaft zur Erhaltung alter und gefährdeter Haustierrassen (GEH) zur „Gefährdeten Nutztierrasse des Jahres“ 2016 erklärt. Die GEH hat für die Betreuung der Rinderrasse Glanrind zwei Personen berufen.